# Delphinella abietis
Delphinella abietis är en svampart som först beskrevs av O. Rostr., och fick sitt nu gällande namn av E. Müll. 1962. Delphinella abietis ingår i släktet Delphinella, ordningen Dothideales, klassen Dothideomycetes, divisionen sporsäcksvampar och riket svampar.   Inga underarter finns listade i Catalogue of Life.